# Müller Marcell
Müller Marcell, Müller Marcel (Budapest, 1876. április 21. – Budapest, Erzsébetváros, 1902. február 12.) orvos.

## Élete
Müller Adolf (1844–1918) elemi iskolai tanító, író és Herzog Sarolta fiaként született zsidó családban. A Budapesti VII. Kerületi Magyar Királyi Állami Gimnáziumban érettségizett. Tanulmányait a Budapesti Tudományegyetem Orvostudományi Karán folytatta. 1897-ben gyorsíró-tanári és 1898-ban orvosdoktori oklevelet nyert. 1900-ban terjedelmes memorandumot nyújtott át Wlassics Gyula közoktatási miniszternek az orvosok gyakorlati kiképeztetéséről, melyről a napilapok is megemlékeztek (1900. január 12.). Tartalékos honvédorvos volt. A budapesti Szent István Kórházban dolgozott, ahol tüdőbajt kapott, mire szülei a sziléziai Görbersdorfba küldték; azonban eredmény nélkül. Halálát tüdővész okozta. Munkatársa volt a Magyar Orvosok Lapjának (1902).
Sírja a Kozma utcai izraelita temetőben található (8. parcella, 3. sor, 23. sír).
Kéziratban: A szülészet tankönyve, ford. Ohlshausen berlini tanár után; 1897-ben lefordította angolból Malthus művét, de ez is kéziratban maradt.